# 畢贛
畢贛（1989年6月4日—），貴州凱里人，苗族，中國電影導演、編劇、詩人和攝影。作品風格展現新魔幻現實主義。2015年首部劇情長片《路邊野餐》獲得第52屆金馬獎最佳新導演獎、費比西影評人獎、亞洲電影觀察團推薦獎、第37屆南特影展金熱氣球獎、第68屆洛迦诺影展最佳處女作特別提及獎、當代電影人單元最佳新導演及第七屆中國電影導演協會年度表彰大會年度青年導演。

## 人物经历

### 早年经历
1989年6月4日，毕赣生于贵州省黔东南州的凯里市。因为祖籍是江西，所以取单名一个“赣”字。童年时期，毕赣父母因性格不合离异，他跟着父亲住在一楼潮湿的平房里，父亲常常只是拿个盆子煮面条给他吃，而母亲外出打工一年才回家一次。
小时候的毕赣一直有写作的习惯。十五六岁的时候开始写诗。高中的时候，他看到了电影《导盲犬小Q》，“才知道有电影这个事情，可以去拍拍电影”，2008年，毕赣考入山西传媒学院编导系（大专学历），主修电视专业。
大学期间，毕赣观看了电影《潜行者》，这让他感受到了不一样的电影魅力，“电影可以不同，可以拍自己喜欢的东西，以前看的都是好莱坞电影，我们小时候接受的电影美学训练，都很单调的。”也是这部影片的观感，让他决定以后走电影之路。“之前我家里人一直觉得我找不到工作的，因为我什么都不想干。” 
大学毕业，交了两份毕业作业，长片《老虎》和短片《金刚经》后，毕赣并没有直接选择进入电影行业，而是回老家和別人合夥开婚庆公司，他負責給別人錄製婚慶視頻短片。公司倒闭后，听到身边的朋友有不少人在做爆破员的工作，毕赣也去考了个爆破员证。不过他最后没有去爆破，而是带着四万块的启动资金，重新聚齐了学校时候的伙伴和身边一些亲戚朋友，开始拍摄电影《路边野餐》。   

### 电影经历
2010年，19岁的毕赣拍摄了剧情短片《南方》，并于2011年凭借这个短片获得学校举办的“光影随行”影展金奖。   
2012年拍摄黑白短片《金刚经》，运用黑白镜头记述一个深山边陲小镇里的杀人案故事。《金刚经》获得第19届香港ifva评委会特别表扬奖，第九届中国独立影像展短片十佳等。这部短片让毕赣正式进入了电影行业，很多业内人因此知道了这位年轻导演。
2015年，自编自导的长篇处女作《路边野餐》让更多人知道了毕赣。（因为之前的长片《老虎》没有公映，所以该片算处女作）《路边野餐》获得第52届金马奖最佳新导演奖，第37届法国南特三大洲电影节最佳影片-金热气球奖，第68届瑞士洛迦诺国际电影节最佳处女作特别提及奖及“当代影人”竞赛单元最佳导演银豹奖。 
2017年，毕赣自编自导电影《地球最后的夜晚》，合作演员汤唯，黄觉，张艾嘉，李鸿其等，该片依旧以贵州作为故事背景发生地，定于2018年上映。

## 作品

### 電影
| 年份 | 中文片名       | 英文片名                      | 演員                                         | 獎項榮譽 | 影片類型          | 職務                        |
| 2011 | 老虎           | Tiger                         | 陳永忠                                       | *入圍第八屆中國獨立電影年度展劇情片正式單元 | 學生作品 實驗長片 | 導演/編劇                   |
| 2015 | 路邊野餐       | Kaili Blues                   | 陳永忠、謝理循、余世學、郭月                 | *獲得第52屆金馬獎最佳新導演獎、費比西影評人獎、亞洲電影觀察團推薦獎、第37屆法國南特三大洲電影節最佳影片-金熱氣球大獎及第68屆洛迦诺國際電影節最佳處女作特別提及獎和當代電影人單元最佳新導演 | 劇情長片          | 導演/編劇/演員(饰 酒店老板) |
| 2018 | 地球最後的夜晚 | Long Day's Journey Into Night | 湯唯、張艾嘉、黃覺、李鴻其、陳永忠           | *法國國家電影中心CNC現金大獎 | 劇情長片          | 導演/編劇                   |
| 2025 | 狂野時代       | Resurrection                  | 易烊千璽、舒淇、趙又廷、李庚希、黃覺、陳永忠 | *第78屆坎城影展評審團特別獎 | 劇情長片          | 導演/編劇                   |

### 短片
| 年份 | 中文片名     | 英文片名            | 演員 | 獎項榮譽 | 影片類型 | 職務                |
| 2010 | 南方         |                     | 梁晋/马雪峰/亓亚楠/王小康/王冲/姚杰/肖肖                                                                                    | *榮獲广播影视学院学生影展最佳影片 | 劇情短片 | 導演/編劇           |
| 2011 | 冬至         |                     | 梁凯/曹帮帮/李珺/左思特/滕珈娴/崔晓/闫秀金/庞睿/宋佳妍/毕赣/何帅/易梦娇/李枫/孙茜/张威/韩盼盼/金文俊/李连福/索朗次仁/杨育程 | | 劇情短片 | 演員(饰 比赛的评委) |
| 2012 | 依蓮         |                     | 戴沙/韦帮同/陈恩坤/夏传军/屠章晨/曹帮帮                                                                                     | | 劇情短片 | 藝術指導            |
| 2012 | 金剛經       | The Poet and Singer | 陳永忠、謝理循 | *榮獲香港ifva評委會特別表揚獎 *入選第九屆BIFF作品展、第七屆華語青年影像論壇、第四節法國shadows電影節、第九屆中國獨立影像展短片十佳、上海國際藝術節、東盟國際藝術雙年展。 | 劇情短片 | 導演/編劇/攝影      |
| 2016 | 秘密金魚     | Secret Goldfish     | 罗飞扬 | 第53届金马獎形象短片 | 劇情短片 | 導演                |
| 2022 | 破碎太陽之心 | A Short Story       | 谭卓 / 陈永忠 | | 品牌短片 | 監製/導演/編劇      |

### 書籍
- 2016年，詩歌集《路邊野餐》

## 电影幕后
《路边野餐》的片名灵感来源于一部科幻小说的名字，而这部小说改编成的电影就是曾经激发毕赣电影创作热情的《潜行者》。
《路边野餐》里的演员依然是《老虎》和《金刚经》里的人物，升哥的扮演者是毕赣的姑父。整部电影中有过职业表演经历的人只有一两个，一方面是经费有限请不起大演员，另一方面是毕赣觉得只有真正土生土长在这个小城镇的人才最能演出那种边陲小镇人的感觉。
《路边野餐》作为一个年轻导演的首部长片作品，在筹拍过程中遇到很多困难。他在山西传媒学院的老师丁建国是这部电影的监制，当初因为实在找不到投资方，丁建国老师和团队里的另外两个小伙伴资助了影片的筹拍。而影片拍摄期间，学校更是免费将新购置的“爱丽莎”全套设备提供给了毕赣剧组使用。
毕赣喜欢写诗，《金刚经》和《路边野餐》里很多的背景旁白都是直接用的他自己写的诗。在毕赣的镜头里，家乡贵州几乎是永恒的题材。然而他却拒绝贵州的现代化高楼大厦出镜，他说，“因为现代建筑都很丑，我会规避是因为它不配进入我的影像，但是那些废墟为什么可以进入我的影像？它们不美，但它们是城乡发展遗留下来的生活痕迹，具备感情。”   

## 人物评价
毕赣对自己的描述：“我不算是天才，我的成功来源于勤奋和积累。”他在两年内啃完了5000部电影。他又有着跟很多电影人不一样的观影习惯，不记笔记，不以强调收获为目的看电影，看就是看。他说“我有一个不专业的思维，就是所有的笔记都是不会看的，而真正觉得重要的东西，你是肯定不会忘记的。”也因此养成了不喜欢一开始就写完整剧本的习惯。
影片《路边野餐》中，毕赣对于镜头的运用和电影结构的创新得到了众多圈内人的赞叹。法国真实电影节艺术总监玛利·博赛提认为，“影片以不可思议的长镜头形式，创造了独特的电影空间”；洛迦诺影展选片负责人马克·佩兰森在其撰写的短评中写道：“导演毕赣创造性地构建出一种诗意地进入自己家乡的途径……在这部令人惊讶的长片处女作中采取了一条最简单的实现道路。” 
温哥华国际电影节选片人谢枫观看影片后称赞道，“整部电影犹如一首抒情诗般，柔软似水而光芒四射！ ”，并认为这是近年来最好的华语艺术电影处女作之一。

## 轶事
由於畢贛出生當天正發生六四事件，一些網友會為畢贛慶生以紀念該事件。

## 外部連結
- 畢贛 （页面存档备份，存于）